# Inde aux Jeux olympiques d'hiver de 1992
Cet article contient des informations sur la participation et les résultats de l'Inde aux Jeux olympiques d'hiver de 1992, qui ont eu lieu à Albertville en France. Il s'agit de la dernière participation du pays aux Jeux olympiques d'hiver avant leur retour 8 ans plus tard aux Jeux de Nagano. 

## Résultats

### Ski alpin

#### Hommes
| Athlète     | Épreuve      | Manche 1      | Manche 1 | Manche 2      | Manche 2 | Total         | Total |
| Athlète     | Épreuve      | Temps         | Rang     | Temps         | Rang     | Temps         | Rang  |
| ----------- | ------------ | ------------- | -------- | ------------- | -------- | ------------- | ----- |
| Lal Chuni   | Slalom géant | 1 min 39 s 56 | 109      | Abandon       | –        | Abandon       | –     |
| Nanak Chand | Slalom géant | 1 min 31 s 98 | 101      | 1 min 37 s 05 | 82       | 3 min 09 s 03 | 82    |
| Lal Chuni   | Slalom       | 1 min 33 s 80 | 78       | 1 min 29 s 25 | 61       | 3 min 03 s 05 | 61    |
| Nanak Chand | Slalom       | 1 min 30 s 02 | 75       | 1 min 23 s 89 | 56       | 2 min 53 s 91 | 58    |